# Melarsomin
Melarsomin (Handelsname Immiticide) ist eine organische Arsenverbindung, die zur Behandlung von Filariosen, insbesondere zur Behandlung der Herzwurmerkrankung bei Hunden eingesetzt wird. Auch zur Behandlung der kutanen Dirofilariose bei Hunden sowie zur Behandlung von Katzen gegen Dipetalonema grassii und von Falken gegen Serratospiculum seurati kann der Wirkstoff eingesetzt werden. Der Wirkungsmechanismus ist unbekannt. Nach intramuskulärer Injektion wird bei Hunden nach 11 Minuten der maximale Plasmaspiegel erreicht, die Plasmahalbwertszeit beträgt 3 Stunden.

## Externe Links zu erwähnten Verbindungen
1. ↑  Externe Identifikatoren von bzw. Datenbank-Links zu Melarsomindihydrochlorid:  CAS-Nr.: 89141-50-4, EG-Nr.: 696-065-3, ECHA-InfoCard: 100.225.212, PubChem: 123720, ChemSpider: 110291, Wikidata: Q27272369.